# シーベ・ファン・デル・ヘイデン
シーベ・ファン・デル・ヘイデン（Siebe Van der Heyden, 1998年5月30日 - ）は、ベルギー・オースト＝フランデレン州デンデルレーウ出身のサッカー選手。FCザンクト・パウリ所属。ポジションはDF。

## クラブ経歴
FCVデンデルEHとRSCアンデルレヒトのユースを経て、2016年にKVオーステンデと契約。2017年5月21日のアンデルレヒト戦でプロデビュー。
2018年6月30日、FCアイントホーフェンと契約。エールステ・ディヴィジ (2部リーグ)ながら主力を担い、2018-19シーズンは32試合に出場した。
2019年7月12日、ロイヤル・ユニオン・サン＝ジロワーズと契約。加入2年目の2020-21シーズンより出場機会が増え、24試合2ゴールを記録し、チームはベルギー・ファースト・ディビジョンB (2部リーグ)で優勝し、1部昇格に貢献。2021年8月11日には2024年までの契約延長に合意した。
2023年7月19日、RCDマジョルカへ移籍し、2028年までの5年契約を交わした。
2025年1月30日、FCザンクトパウリへレンタル移籍で加入した。

## 代表経歴
2022年3月29日、ブルキナファソ代表との親善試合にてベルギー代表での初キャップを刻んだ。